# Ignazio Agosta
Ignazio Agosta ist ein italienischer Filmschaffender.
Agosta begann 1979 als Regieassistent und war in dieser Funktion in den folgenden zehn Jahren an etlichen Filmen beteiligt, bevor er als Regisseur einiger Episoden der Fernsehserie Un commissario a Roma mit Nino Manfredi in Erscheinung trat. Auch als Beteiligter am Episodenfilm 80 mq. – Ottantametriquadrati erlangte er Bekanntheit. Hauptsächlich drehte er seitdem Werbefilme; auch ein Roman steht auf seiner Werkliste (Le edizioni Sicilia Punto).